# 氏家守棟
氏家 守棟（うじいえ もりむね）は、戦国時代から安土桃山時代にかけての武将。最上氏の家臣。

## 略歴
氏家氏は最上氏の祖斯波兼頼の後見を務めた氏家道誠の後裔とみられる。
最上氏の家老・氏家定直の子として誕生。主君・最上義守から偏諱を受け守棟を名乗った。
謀略の才があり、義守の後継である義光から最も厚く信任を受けていたと言われている。天正最上の乱では、天正2年（1574年）に伊達氏との和睦交渉を担当し、義光の家督相続に大きく貢献した。天童氏や白鳥氏の討伐などで数多くの献策し、天童氏に属していた延沢満延を味方に引き入れたのも守棟である。その謀略の才を最も見せつけたのは、天正9年（1581年）の鮭延秀綱が守る真室城攻めである。守棟は城を力攻めするのではなく、秀綱の重臣・庭月広綱を調略において味方に付け、秀綱の戦意を喪失させ、ほとんど戦いらしい戦いもなくして秀綱を降伏させた。
奥州仕置においては、上洛中の義光に代わり山形城の留守居を務め、仙北上浦郡の領有と関連して、義光と現場の鮭延秀綱・寒河江光俊の連絡を務める。
文禄2年（1593年）2月、義光と守棟は秀吉の朝鮮出兵に従い九州名護屋の陣営にあった。この時京都で里村紹巴の一門が春の連歌会を催し、発句を義光からもらうこととなった。これに応じて、義光の発句と守棟の脇句を送った。
　梅咲きて匂ひ外なる四方もなし　義光

　幾重霞のかこふ垣内　　　　　　守棟
文禄2年（1593年）から文禄4年（1595年）の間に死去。嫡子・光棟は天正16年（1588年）の十五里ヶ原の戦いで戦死したため、守棟の従兄弟・成沢道忠の子・光氏が家督を継いだ。光氏も守棟と同じく尾張守を称した為に、混同された資料もあり、晩年の業績は定かで無い部分も多い。

## 系譜
- 父：氏家定直
- 母：不詳
- 妻：不詳
- 生母不明の子女
  - 男子：氏家光棟
- 養子
  - 男子：氏家光氏 - 成沢道忠の子